# Drillia barkliensis
Drillia barkliensis é uma espécie de gastrópode do gênero Drillia, pertencente a família Drilliidae.